# Djené Dakonam
Djené Dakonam Ortega (31 de dezembro de 1991) é um futebolista togolês que atua como zagueiro. Atualmente, atua pelo Getafe.

## Carreira
Djené representou o elenco da Seleção Togolesa de Futebol no Campeonato Africano das Nações de 2017.

## Títulos
Coton Sport
- Elite One: 2013[2]